# Никола Кръстев (революционер)
Никола Кръстев Петров или Пецов, известен като Коле Айтошанчето, е български революционер, деец на Вътрешната македоно-одринска революционна организация.

## Биография
Кръстев е роден в 1884 година в леринското село Айтос, тогава в Османската империя, днес в Гърция. Влиза във ВМОРО и първоначално е четник, а после войвода в Леринско. Емигрира в САЩ. При избухването на Балканската война в 1912 година се завръща и е доброволец в Македоно-одринското опълчение и се сражава в четата на Пандо Шишков, четата на Христо Цветков, Първа рота на Шестнадесета щипска дружина. През Междусъюзническата война в 1913 година е в Сборната партизанска рота и действа в Леринско. Загива на 5 юли 1913 година при сражение с гръцки части в местността Гьола край родното си село.